# 五線譜のたすき
「五線譜のたすき」（ごせんふのたすき）は、日本の女性アイドルグループ・モーニング娘。が2017年11月30日にアップフロントワークスから公式発表され、同日に配信されたデジタル・ダウンロードシングル。モーニング娘。'17（モーニングむすめ。ワンセブン）名義でリリースされた。

## 解説
TBSテレビ『ふるさとの夢』第2期（第42回 - 第69回）エンディングテーマ。
コラボレーションユニット、および別名義を除くモーニング娘。としては初のデジタル・ダウンロード専売シングル。
1997年11月30日にモーニング娘。がメジャーデビューの条件として課されたインディーズシングルである「愛の種」が5万枚の売り上げ完売を達成し、メジャーデビューが決定した記念すべき日であり、同グループの活動の継承をイメージして製作された楽曲である。
なお、この楽曲は同グループの10期メンバーである工藤遥が最後に参加した楽曲となる。
2018年2月7日にリリースされたモーニング娘。20th名義のミニアルバム「二十歳のモーニング娘。」初回生産限定盤のDVDに同曲のミュージック・ビデオが収録されている。同日iTunes・レコチョクにて同MVの配信もスタートした。

## 収録曲
| #         | タイトル                           | 作詞      | 作曲       | 編曲                | 時間 |
| --------- | ---------------------------------- | --------- | ---------- | ------------------- | ---- |
| 1.        | 「五線譜のたすき」                 | 児玉雨子  | 星部ショウ | 加藤裕介/星部ショウ | 4:28 |
| 2.        | 「五線譜のたすき（Instrumental）」 | -         | 星部ショウ | 加藤裕介/星部ショウ | 4:28 |
| 合計時間: | 合計時間:                          | 合計時間: | 合計時間:  | 合計時間:           | 8:56 |

## リリース日一覧
| 地域 | リリース日     | レーベル       | 規格                 | カタログ番号                                                                      |
| ---- | -------------- | -------------- | -------------------- | --------------------------------------------------------------------------------- |
| 日本 | 2017年11月30日 | UP-FRONT WORKS | ダウンロードシングル | UFDL-1370（AAC-LC・44.1kHz/16bit・128/320kbps） UFDL-1370-HR（FLAC・96kHz/24bit） |

## 参加メンバー
- 9期：譜久村聖、生田衣梨奈
- 10期：飯窪春菜、石田亜佑美、佐藤優樹、工藤遥
- 11期：小田さくら
- 12期：尾形春水、野中美希、牧野真莉愛、羽賀朱音
- 13期：加賀楓、横山玲奈
- 14期：森戸知沙希